# Marthe (film)
Marthe je francouzský hraný film z roku 1997, který režíroval Jean-Loup Hubert podle vlastního scénáře. Snímek měl světovou premiéru dne 29. října 1997.

## Děj
Simon byl raněn v zákopech kdesi v Argonne na podzim 1915 a byl proto převelen z fronty. Během své rekonvalescence se setká s mladou učitelkou Marthe, do které se zamiluje.

## Obsazení
| Clotilde Courau     | Marthe         |
| Guillaume Depardieu | Simon          |
| Bernard Giraudeau   | plukovník      |
| Thérèse Liotard     | Rose Bireau    |
| Gérard Jugnot       | Henri          |
| Serge Riaboukine    | Lucien         |
| Loïc Corbery        | Pierrot        |
| Mathias Jung        | Gauthier       |
| Cerise Leclerc      | sestra Pauliny |
| Bruno Slagmulder    | Martin         |
| Kader Boukhanef     | Mouloud        |
| Pauline Hubert      | Thérèse        |
| Albert Delpy        | adjudant       |